# Antonio Feltrinelli
Antonio Feltrinelli (* 1. Juni 1887 in Mailand; † 1942 in Gargnano) war ein italienischer Unternehmer, Maler und Mäzen.

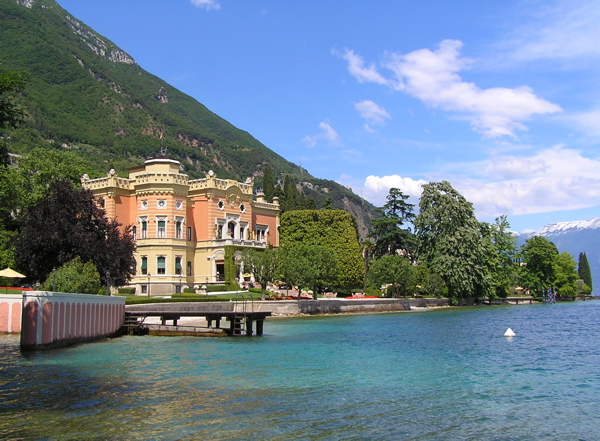
Villa Feltrinelli in Gargnano

Nach einem Studium der Rechtswissenschaft war er für das Familienunternehmen tätig, das in der Holzverarbeitung operierte, von ihm aber erfolgreich diversifiziert wurde. Einen erheblichen Teil seines Vermögens hinterließ er der Accademia d’Italia für die Vergabe nationaler und internationaler Preise, die seinen Namen tragen sollten. Nach dem Zusammenbruch des Faschismus ging diese Aufgabe an die wiedererrichtete Accademia dei Lincei über, die den Premio Antonio Feltrinelli aus den Erträgen dieses Legats finanziert, das seit 1967 die Bezeichnung Fondo Antonio Feltrinelli trägt.
Als Künstler trat er erstmals 1930 öffentlich in Erscheinung, unter anderem auf der Biennale in Venedig. Gemälde von ihm befinden sich in den Sammlungen der Galleria d’ Arte Moderna in Mailand und des Musée du Luxembourg in Paris.